# 25-ös busz (Budapest, 1929–2008)
A budapesti 25-ös jelzésű autóbusz a Mexikói út és a Rákospalota, Székely Elek út között közlekedett. A vonalat a Budapesti Közlekedési Zrt. üzemeltette.

## Története
25-ös jelzéssel először 1929. november 30-án indultak buszok az Aréna (ma: Dózsa György) út és az István út kereszteződésétől a Városliget – Erzsébet királyné útja – Körvasút sor – Rákospalota – Pozsony utca útvonalon a BART üzemeltetésében. Az 1930-as évek végén a rákospalotai szakaszon a Körvasút sor – Rákos út – Arany János utca – Bocskai út – Szentmihályi utca – Hubay Jenő tér útvonalon járt. 1938. április 19-étől a Hősök terétől indult Rákospalota felé. 1940 és 1946 között a második világháború miatt a busz közlekedése többször szünetelt. A háború után első ízben 1946. október 7-én 25A jelzéssel indult először busz a vonalon az Öv utcától a rákospalotai Hubay Jenő térig. A 25-ös busz a 25A megszűnésekor 1948. február 16-án indult el ismét a Hősök tere – Hubay Jenő tér útvonalon. Március 22-én belső végállomása átkerült a Hungária körúthoz, csatlakozást biztosítva a belvárosba tartó 7-es buszhoz. Július 12-étől a buszok már csak a Bosnyák tértől indultak, itt a csatlakozás továbbra is biztosítva maradt. 1948. augusztus 1-jén újra módosult a járat, a Bosnyák tér helyett újra a Hősök teréig járt, míg Rákospalotán a Károlyi Sándor utcáig hosszabbították. A Bosnyák téri kimaradó szakaszon 24-es jelzéssel indítottak új járatot. 1949. január 10-én a busz útvonala Rákospalotán módosult, így nagyobb területet érintett a Károlyi Sándor utca és a Hubay Jenő tér között. 1958. augusztus 30-ától a Sipos Dénes utca végállomásig járt. 1962. január 15-én a 24Y busz jelzését 25Y-ra változtatták, ami ekkor a Telepes utca és a Sipos Dénes utca között közlekedett, majd 1964. augusztus 24-én végállomása átkerült a Bosnyák térre. 1966. január 24-étől a 25-ös buszok a Hősök tere helyett csak a Kacsóh Pongrác úti sorompóig jártak, a Hősök terét a sorompón gyalogosan átkelve, majd az 1-es buszra átszállva lehetett elérni. 1966. december 1-jén a 25Y jelzése 70-esre módosult. 1967. november 20-án 25Y jelzéssel a Kacsóh Pongrác út és a Rákos-patak között indult új járat, majd 1970. november 11-én az Ungvár utcáig, 1971. február 22-én az Írottkő parkig hosszabbították.
1969. július 1-jén átszervezték a 25-ös járatcsaládot, a 25-ös buszt meghosszabbították az Ajándék utcai raktárak felé, korábbi útvonalán pedig 25A jelzésű betétjáratot indítottak.
1970. szeptember 1-jén gyorsjárat indult 125-ös és 125A jelzéssel Mexikói úttól a rákospalotai raktárakhoz, ugyanekkor a 25A jelzsű betétjárat megszűnt. November 21-étől a 25-ös, a 25Y, a 125-ös és a 125A busz az új Mexikói úti autóbusz-végállomástól indult.
1972. december 23-án a 2-es metró Deák tér – Déli pályaudvar szakaszának átadásával egy időben a 25Y busz jelzését 74-esre és 74A-ra módosították.
1973. február 10-étől a 125A busz helyett is a 125-ös gyorsjárat közlekedett.
A 125-ös gyorsjárat jelzését 1977. január 1-jén 25-ösre módosították. 1987. szeptember 1-jén a gyorsjáratnak betétjárata is indult 25A jelzéssel a Mexikói út és a Hubay Jenő tér között. Ennek a járatnak az útvonalát 1990. december 11-én Újpest-Központig hosszabbították a 3-as metró újabb szakaszának átadása miatt. 1996. március 1-jétől a 25-ös buszok csak a Székely Elek utcáig közlekedtek, de 2007. április 2-ától néhány járat munkanapokon a MEDIMPEX-ig járt.
A járat 2008. szeptember 5-én megszűnt, helyét több autóbuszjárat vette át. A Kolozsvár utca és Rákos út közötti részen a meghosszabbított 5-ös busz jár, az Arany János utca térségét és az M3-as bevezető melletti megállókat a korábbi 25A busz (átnevezés után ez a járat kapta a 25-ös jelzést), a Károlyi Sándor út környékét pedig a 225-ös busz (korábbi jelzése: 25) szolgálja ki.

## Útvonala
| Rákospalota, Székely Elek út felé |
| Mexikói út vá. – Horváth Boldizsár utca – Amerikai út – Kacsóh Pongrác út – Rákospatak utca – Erzsébet királyné útja – Kolozsvár utca – Széchenyi út – Rákos út – Arany János utca – Eötvös utca – Hubay Jenő tér – Deák utca – Fő út – Sződliget utca – Károlyi Sándor út – Rákospalota, Székely Elek út vá. – Károlyi Sándor út – Rákospalota, MEDIMPEX vá. |
| Mexikói út felé |
| Rákospalota, Székely Elek út vá. – Károlyi Sándor út – Sződliget utca – Fő út – Deák utca – Hubay Jenő tér – Eötvös utca – Arany János utca – Rákos út – Széchenyi út – Kolozsvár utca – Erzsébet királyné útja – Rákospatak utca – Ungvár utca – Ógyalla köz – Szőnyi út – Mexikói út – Mexikói út vá.                                                       |

## Megállóhelyei
| 0                                           | 0  | Mexikói út végállomás                                            | 25 | 25, 25A, 32 74, 74A 3, 69                  |
| ∫                                           | ∫  | Mexikói út                                                       | 24 | 25, 25A 74A                                |
| ∫                                           | ∫  | Teleki Blanka utca                                               | 23 | 32 74, 74A                                 |
| ∫                                           | ∫  | Szőnyi út                                                        | 22 | 74, 74A                                    |
| 1                                           | 1  | Kassai tér                                                       | 21 | 32 74, 74A                                 |
| 2                                           | 2  | Fűrész utca                                                      | ∫  |                                            |
| 3                                           | 3  | Rákospatak utca                                                  | ∫  |                                            |
| ∫                                           | ∫  | Fűrész utca                                                      | 20 | 74, 74A                                    |
| ∫                                           | ∫  | Balázs utca                                                      | 19 | 74, 74A                                    |
| 4                                           | 4  | Rákospatak utca (Erzsébet királyné útja) (↓) Rákospatak utca (↑) | 18 | 67V 62, 69                                 |
| 5                                           | 5  | Miskolci utca                                                    | 17 | 67V 62, 69                                 |
| 6                                           | 6  | Szuglói körvasút sor (↓) Öv utca (↑)                             | 16 | 24, 67V, 70, Palota 62, 69                 |
| 7                                           | 7  | Tóth István utca                                                 | 15 | 67V, Palota 62, 69                         |
| 8                                           | 8  | Széchenyi út (↓) Kolozsvár utca (↑)                              | 14 | 67V, Palota 62, 69                         |
| 8                                           | 8  | Opál utca                                                        | 14 | 25, Palota                                 |
| 9                                           | 9  | Rákos út (↓) Széchenyi út (↑)                                    | 13 | 70, Palota                                 |
| 10                                          | 10 | Szent korona útja                                                | 12 | 25A, Palota                                |
| 11                                          | 11 | Wesselényi utca                                                  | 11 | 25A, Palota                                |
| 11                                          | 11 | Szerencs utca                                                    | ∫  |                                            |
| 12                                          | 12 | Arany János utca (SZTK) (↓) Rákos út (SZTK) (↑)                  | 10 | 24, 25A, 96, Palota                        |
| 13                                          | 13 | Beller Imre utca                                                 | 9  |                                            |
| 14                                          | 14 | Eötvös utca 74. (↓) Arany János utca (↑)                         | 8  | 70                                         |
| 15                                          | 15 | Rädda Barnen utca                                                | 7  | 70                                         |
| 16                                          | 16 | Hubay Jenő tér                                                   | 5  | 25, 25A, 70, 96, 96, 96A, 104, 170, Palota |
| 18                                          | 18 | Sződliget utca (↓) Fő út (↑)                                     | 4  | 96                                         |
| 19                                          | 19 | Pozsony utca (↓) Sződliget utca (↑)                              | 3  | 25, 96 12                                  |
| 20                                          | 20 | Kovácsi Kálmán tér                                               | 2  | 25, 70, 170                                |
| 21                                          | 21 | Árokhát út                                                       | 1  | 25, 70, 170                                |
| 22                                          | 22 | Rákospalota, Székely Elek út                                     | 0  | 25, 70, 170                                |
| 22                                          | ∫  | Rákospalota, Székely Elek út végállomás                          | 0  | 25, 70, 170                                |
| A MEDIMPEX-ig csak néhány busz közlekedett. |    |                                                                  |    |                                            |
| ∫                                           | 25 | Rákospalota, MEDIMPEX végállomás                                 | ∫  | 70                                         |